# Paspalidium ophiticola
Paspalidium ophiticola är en gräsart som först beskrevs av Albert Spear Hitchcock och Erik Leonard Ekman, och fick sitt nu gällande namn av Gerrit Davidse och Richard Walter Pohl. Paspalidium ophiticola ingår i släktet Paspalidium och familjen gräs. Inga underarter finns listade i Catalogue of Life.